# John Speraw
John Speraw (Arcadia, 18 de outubro de 1971) é um treinador e ex-voleibolista estadunidense.

## Carreira
John Speraw comandou a seleção estadunidense de voleibol masculino, conquistou a Copa do Mundo de Voleibol Masculino em 2015.
Em 2016, foi o treinador de seu país nos Jogos Olímpicos de Verão no Rio de Janeiro, conquistando o bronze.